# Gallieniella jocquei
Gallieniella jocquei är en spindelart som beskrevs av Norman I. Platnick 1984. Gallieniella jocquei ingår i släktet Gallieniella och familjen Gallieniellidae. Inga underarter finns listade i Catalogue of Life.